# استان بانوا
استان بانوا (به لاتین: Banwa Province) یک استان در بورکینافاسو است که در Boucle du Mouhoun Region واقع شده‌است.

## خصوصیات
استان بانوا ۵٬۸۸۲ کیلومترمربع مساحت و ۲۶۷٬۹۳۴ نفر جمعیت دارد.